# УС-3
«УС-3» (учебный стандарт — 3-я модель) — учебный планёр, сконструированный в 1933 году руководителем Центрального бюро планерных конструкций (ЦБПК) О. К. Антоновым.

## Описание
Учебный летательный аппарат создан как продолжение развития серии планёров «Стандарт-1» и «Стандарт-2», спроектированной О. К. Антоновым совместно с П. В. Цыбиным — первыми изделиями, рассчитанными на серийное производство. Стал первым 
, УС-3 можно было быстро разобрать, а для кружков авиамоделирования и планеризма, где чаще всего существовала проблема доступности ангаров и транспорта, это являлось особенно важным.

## Технические характеристики
- Длина, метр: 5,66
- Относительное удлинение: 7,13
- Высота (по крылу), метр: 1,45
- Размах крыла, метр: 10,57
- Площадь крыла, м{\displaystyle ^{2}}: 15,64
- Средняя хорда крыла, метр: 1,48
- Удельная нагрузка, кг/м{\displaystyle ^{2}}: 10,80
- Профиль крыла: G-528 изм.
- Масса, кг: 89,50 (пустого), 169,50 (полётная)
- Максимальное аэродинамическое качество: ?
- Скорость снижения, м/сек: ?
- Скорость посадочная, км/час: ?
- Скорость максимально допустимая, км/час: ?
- Скорость крейсерская, км/час: ?
- Экипаж, чел: один